# Una donna con tanto amore
Una donna con tanto amore (La vraie nature de Bernadette) è un film drammatico del 1972 scritto e diretto da Gilles Carle. Il film è stato presentato in concorso al Festival di Cannes 1972.

## Trama
Una casalinga abbandona il marito per abbracciare l'amore libero.